# Joseph-Marie Ndi-Okalla
Joseph-Marie Ndi-Okalla (Douala, 1957. november 21. –) kameruni római katolikus pap, a Mbalmayói egyházmegye megyéspüspöke.

## Pályafutása
Joseph-Marie Ndi-Okalla filozófiai és katolikus teológiai tanulmányait a nkolbisoni szemináriumban, majd később a párizsi Séminaire des Carmes Katolikus Intézetében végezte. 1983. augusztus 13-án szentelték pappá.
A Párizs-Sorbonne Egyetemen és a Párizsi Katolikus Intézetben történelmet és társadalomismeretet tanult, ahol 1984-ben biblikus teológiai mester diplomát szerzett. Később, 1987-ben a Bonni Egyetemen doktorátust szerzett dogmatikából. Ezen kívül a St. Augustin Hittudományi Főiskolán missziológiai tanulmányokat folytatott. Ezt követően St. Germain-des-Prés plébánián káplánként szolgált.
2007-ben a Bécsi Egyetem vendégprofesszoraként tanított, illetve 2009-2011 között a Sacré-Cœur de Mokolo plébánián szolgált káplánként Yaoundéban. 2009-ben tanácsadóként vett részt a második rendkívüli Afrikáról szóló püspöki szinóduson Rómában. 2011-től a Közép-Afrikai Katolikus Egyetem helyettes rektora és a Kameruni Püspöki Konferencia hitoktatási testületi titkára.

## Püspöki pályafutása
2016. december 27-én Ferenc pápa Mbalmayo püspökévé nevezte ki, majd 2017. február 28-án Piero Pioppo apostoli nuncius szentelte püspökké. Társszentelők: Adalbert Ndzana és Jean-Marc Aveline.